# Pardoglossum tubiflorum
Pardoglossum tubiflorum är en strävbladig växtart som först beskrevs av Svante Samuel Murbeck, och fick sitt nu gällande namn av Barbier och Mathez. Pardoglossum tubiflorum ingår i släktet Pardoglossum och familjen strävbladiga växter. Inga underarter finns listade i Catalogue of Life.